# Synete argentescens
Synete argentescens är en fjärilsart som beskrevs av George Francis Hampson 1910. Synete argentescens ingår i släktet Synete och familjen tandspinnare. Inga underarter finns listade i Catalogue of Life.